# Cracking catalitico

Schema di marcia (o P&ID) di un sistema FCC.

Il Cracking catalitico (o Cracking catalitico a letto fluido, in inglese: Fluid Catalytic Cracking, o FCC) è uno dei tipi di cracking possibile per la raffinazione degli alcani.
Ha una maggior resa nella produzione di GPL e benzina.

## Descrizione
Il processo viene messo a punto per la prima volta nel 1942 e impiega come catalizzatore l'allumina in polvere (mantenuta sospesa all'interno del flusso di idrocarburi da trattare). Oggi è diventato il principale metodo di raffinazione dei principali idrocarburi.
Il reattore, il cuore del sistema, produce un vapore a circa 535° e 1,72 bar, che verrà immesso nella colonna di distillazione (o "colonna principale").
Oggi i catalizzatori sono a base di zeoliti e posti in una colonna principale mantenuta ad alta temperatura (665 - 760 °C); gli idrocarburi vengono spruzzati alla base della colonna, dove vengono vaporizzati e decomposti in idrocarburi leggeri; la miscela fluisce verso l'alto in pochi secondi, il catalizzatore viene rimosso e la miscela di idrocarburi procede ad una successiva distillazione da cui si isolano le frazioni commercialmente utili.
L'ammontare di catalizzatore che circola tra il rigeneratore e il reattore è pari a circa 5 kg per ogni kg di liquido da distillare (o 4,66 kg per ogni litro di liquido).
Durante la reazione il catalizzatore viene disattivato dal depositarsi su di esso di particelle di coke, che ne riducono notevolmente l'attività; il catalizzatore viene pertanto rigenerato dapprima con vapore acqueo e poi con aria (a volte arricchita di ossigeno) per bruciare i residui di coke rimasti nei pori, fornendo inoltre il calore necessario alla reazione di cracking, che è endotermica. Il catalizzatore rigenerato torna quindi in colonna per compiere un altro ciclo di reazioni.
La benzina prodotta per cracking catalitico ha un elevato numero di ottano, ma il tenore relativamente alto di olefine la rende chimicamente meno stabile; le olefine possono formare residui polimerici che vanno a depositarsi nei serbatoi e nelle parti del motore in cui fluisce il carburante.
Il GPL ottenuto per cracking catalitico è un'importante fonte di alcheni a 3 e 4 atomi di carbonio (propilene e buteni), utili intermedi nell'industria chimica.